# أشرف شاد
أشرف شاد (1946 بمراد آباد في الهند - ) هو كاتب وشاعر وصحفي باكستاني.

## المنشورات
- مشاكل الإبلاغ في الدول النامية: دراسة حالة لتقارير نيويورك تايمز عن الصين (1992).
- نصاب، مجموعة شعرية (1996).
- بيواتان، الرواية التي فازت بجائزة أفضل رواية في باكستان (1997).
- الوزير الأعظم، (رئيس الوزراء) والخيال السياسي (1999).
- بيواتان، ترجمة للهندية التي نشرت في الهند (2001).
- الشورى الإلكترونية وأستراليا (شعراء أستراليا الأردية) تجميع شعر (2001).
- اقتربي مني، مجموعة شعرية، (2003).
- الرئيس (2004).
- الخط الأصفر، مجموعة قصصية (2011).